# Manuel Bento
Manuel Galrinho Bento (25. juni 1948 - 1. marts 2007) var en portugisisk fodboldspiller (målmand).
Bento spillede hele 20 sæsoner, fra 1972 til 1992, hos Lissabon-storklubben Benfica. Her var han med til at vinde ti portugisiske mesteskaber og seks pokaltitler.
Bento spillede, mellem 1963 og 1973, 63 kampe for Portugals landshold. Han var en del af det portugisiske hold, der nåede semifinalerne EM i 1984 i Frankrig, og spillede alle holdets fire kampe i turnerigen. Han var også med i truppen til VM i 1986 i Mexico.

## Titler
Primeira Liga
- 1973, 1975, 1976, 1977, 1981, 1983, 1984, 1987, 1989 og 1991 med Benfica

Taça de Portugal
- 1980, 1981, 1983, 1985, 1986 og 1987 med Benfica